# Michael Gaston
Michael Gaston, född 5 november 1962 i Kalifornien, är en amerikansk skådespelare.
Gaston har bland annat medverkat i TV-serien The Leftovers (2014-2017). Han har även medverkat i filmerna Spionernas bro från 2015 och W. från 2008.

## Filmografi (i urval)
- 1996 – Häxjakten
- 2000 – Bless the Child
- 2002 – Far from Heaven
- 2006–2008 – Jericho (TV-serie)
- 2008 – W.
- 2010–2013 – The Mentalist (TV-serie)
- 2011–2012 – Unforgettable (TV-serie)
- 2014–2017 – The Leftovers (TV-serie)
- 2014 – Turn (TV-serie)
- 2015 – Spionernas bro
- 2016 – Designated Survivor (TV-serie)
- 2024 – Daredevil: Born Again (TV-serie)